# Thomas DiLorenzo
Thomas James DiLorenzo (8 de agosto de 1954) é um professor de economia dos Estados Unidos na Loyola University Maryland. Ele também participou como afiliado do extinto League of the South Institute, o braço de pesquisa do movimento pró-secessão League of the South (embora ele tenha negado qualquer filiação duradoura, dando apenas algumas palestras após a fundação do instituto). Ele defendeu seu Ph.D. em Economia pela Virginia Tech.

## Publicações
DiLorenzo é autor de pelo menos dez livros, incluindo:
- Hamilton's Curse: How Jefferson's Arch Enemy Betrayed the American Revolution – and What It Means for Americans Today (2008)
- Lincoln Unmasked: What You're Not Supposed To Know about Dishonest Abe (2006)
- How Capitalism Saved America: The Untold Story of Our Country's History, from the Pilgrims to the Present (2004)
- The Real Lincoln: A New Look at Abraham Lincoln, His Agenda, and an Unnecessary War (2003)
- From Pathology to Politics: Public Health in America (2000)
- The Food and Drink Police: America's Nannies, Busybodies, and Petty Tyrants (1998)
- CancerScam: The Diversion of Federal Cancer Funds for Politics (1997)